# Michael Boenke
Michael Boenke (* 1958 in Sigmaringen) ist ein deutscher Krimi- und Schulbuchautor.

## Leben und Wirken
Boenke studierte Germanistik und Katholische Theologie. Von 2002 bis 2010 war er am Katholischen Institut für berufsorientierte Religionspädagogik der Universität Tübingen tätig. In dieser Zeit verfasste er als Mitautor mehrere religionspädagogische Schulbücher. Seit 2010 arbeitet er als Lehrer am Berufsschulzentrum in Bad Saulgau, wo er auch lebt.
Bekanntheit erlangte er vor allem mit einer Kriminalromanreihe mit autobiografischen Zügen. Im Mittelpunkt der Romane steht der oberschwäbische Religionslehrer Daniel Bönle, der wiederholt in Kriminalfälle verwickelt wird und zum Leidwesen der örtlichen Polizei eigene Ermittlungen anstellt. Die sechs Bände, die alle im Raum des Pfrunger-Burgweiler Rieds im Landkreis Sigmaringen spielen, erschienen im Meßkircher Gmeiner-Verlag.
Michael Boenke bezeichnet sich selbst als „Schnellschreiber“, der „hauptsächlich in den Sommerferien schreibt“.

## Werke
- Kochbuch für Studenten, Junggesellen, Strohwitwer und andere Dilettanten, 1988.
- Gott'sacker. Kriminalroman, Gmeiner, Meßkirch 2010.
- Riedripp. Kriminalroman, Gmeiner, Meßkirch 2011.
- Nonnenfürzle. Kriminalroman, Gmeiner, Meßkirch 2012.
- Kuhnacht. Kriminalroman, Gmeiner, Meßkirch 2013.
- Kässpätzlesexitus. Kriminalroman, Gmeiner, Meßkirch 2015.
- Versumpft. Kriminalroman, Gmeiner, Meßkirch 2017.
- Leberwurscht letal. Kriminalroman, Gmeiner, Meßkirch 2022, ISBN 978-3-8392-0277-7.
- Camping mortale. Kriminalroman, Gmeiner, Meßkirch 2023, ISBN 978-3-8392-0458-0.